# Felicie Jehu
Pauline Felicie Jehu (Breda, 28 november 1865 – Den Haag, 14 april 1956) was een Nederlandse onderwijzeres, kinderboekenschrijfster, vertaalster en samenstelster van verhalenbundels.

## Biografie
Zij werd geboren in Breda als dochter van Remij Felix Jehu, kapitein bij de infanterie, en Anna Geertrui Carolina Schneider. Jehu bleef ongehuwd. Ze werkte in het onderwijs. In 1884 werd ze toegelaten tot het akte voor hulponderwijzeres.

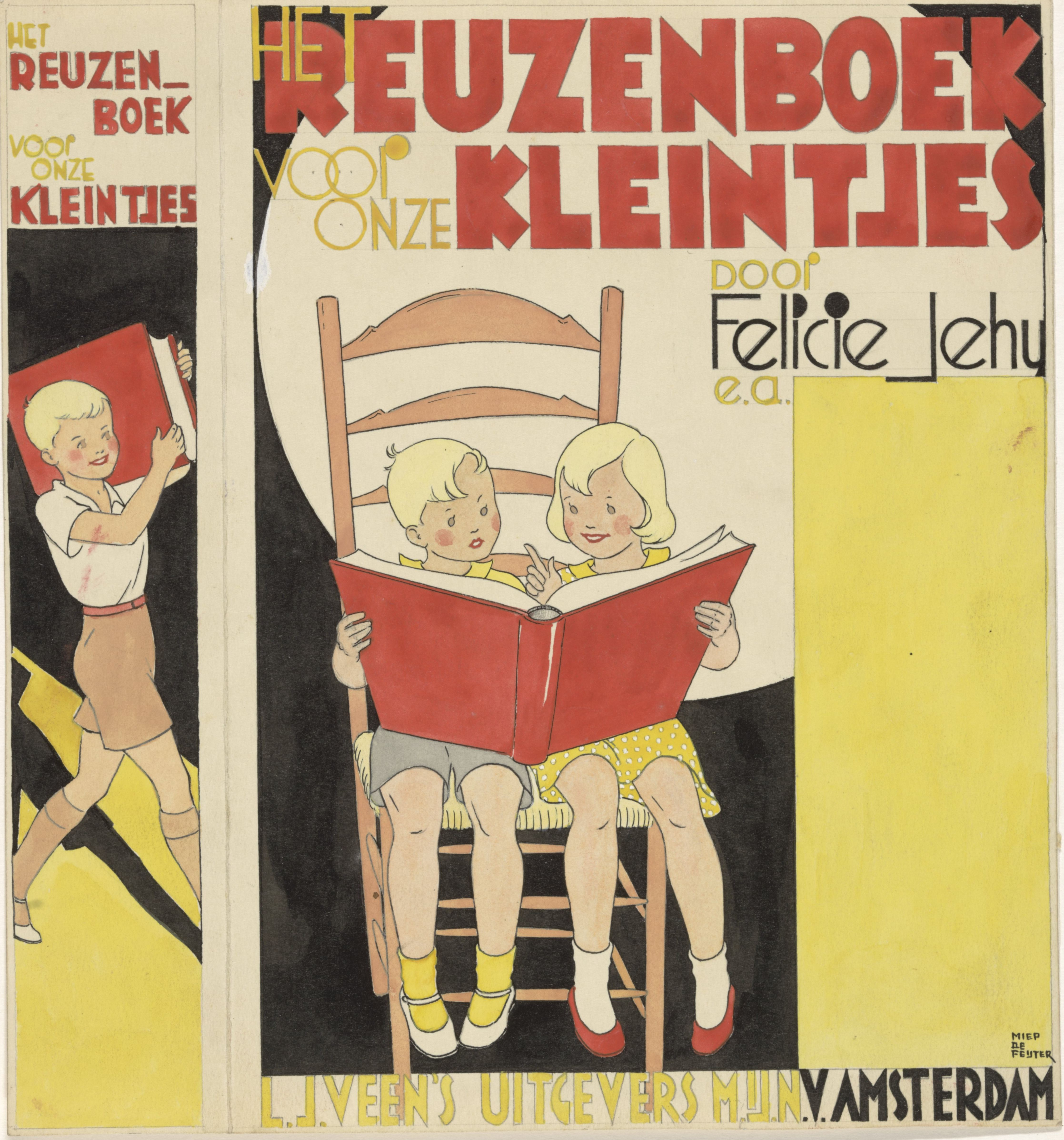
Bandontwerp voor Felicie Jehu e.a. Het reuzenboek voor onze kleintjes, 1937

Gedurende de periode 1903-1935 publiceerde Jehu een oeuvre van meer dan zeventig kinderboeken. In 1903 debuteerde ze met Van Zeven Meisjes, uitgegeven bij Hilarius in Almelo. Haar verhalen kenmerken zich door hun focus op het dagelijks leven van kinderen uit de burgerlijke milieus van haar tijd. Haar werk kende brede populariteit, wat onder meer blijkt uit de vele titels en herdrukken die gedurende haar leven verschenen. Veel van haar boeken werden vertaald in het Deens. Haar bekendste werk, Nel de ontembare, uit 1905, beleefde ten minste zes herdrukken. In de vierde druk uit 1932 werden de illustraties aangepast: de lange rokken uit de oorspronkelijke uitgave maakten plaats voor modieuze charlestonjurkjes, overeenkomstig het veranderende tijdsbeeld van het jonge meisje. Zelf noemde ze Blind zuske, uit 1914, haar beste boek.
Naast haar werk als schrijfster was Jehu ook vertaalster en redacteur. Zij stelde diverse verhalenbundels voor kinderen samen en droeg als auteur bij aan bundels zoals Zonnebloemen, onder redactie van Charles Krienen.
Na de oorlog verscheen nog één boek van haar hand, Trix en haar schoonzusje (1948). Vanaf 1951 woonde Jehu in een rusthuis van de vereniging Pro Senectute in Den Haag, waar ze in 1956 overleed.